# Jack Sweeney
Jack Sweeney (n. c. 2002) es un programador y emprendedor estadounidense. Se hizo conocido en 2022 por usar bots de Twitter para rastrear los aviones privados de oligarcas rusos y varias otras personas prominentes, incluyendo a Elon Musk, a través de la cuenta ElonJet.

## Biografía
El padre de Sweeney, técnico de American Airlines, lo introdujo en el seguimiento de vuelos cuando era joven. Sweeney usaría los datos para rastrear a su padre cuando regresaba a casa cuando viajaba de Dallas a Florida.
Cuando era adolescente, desarrolló bots de Twitter para rastrear y compartir las ubicaciones de los aviones privados de varias personas, incluidos Elon Musk, Jeff Bezos, Mark Zuckerberg, Bill Gates, Donald Trump y Drake. Su programa utiliza fuentes de datos públicas, incluida la Administración Federal de Aviación, OpenSky Network y Sistema de Vigilancia Dependiente Automática. En junio de 2020, creó la cuenta de Twitter «Elon Musk's Jet» («Jet de Elon Musk»), dedicada a rastrear el jet privado de Musk mediante el uso de bots que extraen datos de tráfico aéreo disponibles públicamente. En noviembre de 2021, Musk solicitó que Sweeney dejara de rastrear su jet Gulfstream privado, citando razones de seguridad. Después de que le ofrecieran 5000 dólares, Sweeney le dijo a Musk que podría dejar de rastrear su jet privado a cambio de una pasantía, 50 000 dólares o un Tesla Model 3.
A principios de 2022, Sweeney era estudiante de primer año en la Universidad de Florida Central,  y estaba estudiando tecnología de la información, y tiene la intención de trabajar en ingeniería de software. En febrero de 2022, Sweeney declaró en una entrevista con Bloomberg Wealth que estaba estableciendo una empresa llamada «Ground Control» que monitorea la actividad de vuelos de destacados multimillonarios.
Durante la invasión rusa de Ucrania de 2022, Sweeney comenzó a tuitear la ubicación de aproximadamente 30 aviones privados pertenecientes a oligarcas rusos. En una entrevista de marzo de 2022 con CBS MoneyWatch, Sweeney expresó su deseo de ver sus aviones incautados. Algunos oligarcas que están siendo rastreados incluyen a Vladímir Putin, Román Abrámovich, Dmitri Rybolóvlev, Vladímir Potanin, Vaguit Alekpérov, Oleg Deripaska, Mijaíl Prójorov, Alisher Usmánov, Víktor Medvedchuk, Vladimir Lisin, Suleimán Kerímov, Oleg Tinkov, Yevgueni Prigozhin y Dmitry Mazepin.
En abril de 2022, Sweeney dejó de rastrear los viajes de Mark Cuban a cambio de su amistad y consejos comerciales.
En noviembre de 2022, después de que Musk comprara Twitter, dijo: «Mi compromiso con la libertad de expresión se extiende incluso a no prohibir la cuenta que sigue a mi avión, aunque eso es un riesgo directo para la seguridad personal». El 14 de diciembre de 2022, Twitter suspendió las cuentas de seguimiento de aviones de Sweeney para Musk, Bill Gates, Jeff Bezos, Mark Zuckerberg y los oligarcas rusos, así como la cuenta personal de Twitter de Sweeney. Sweeney reaccionó a la suspensión y dijo: «Esto se ve horrible. Literalmente dijo que mantendría mi cuenta activa por la libertad de expresión».